# Florida Aquarium

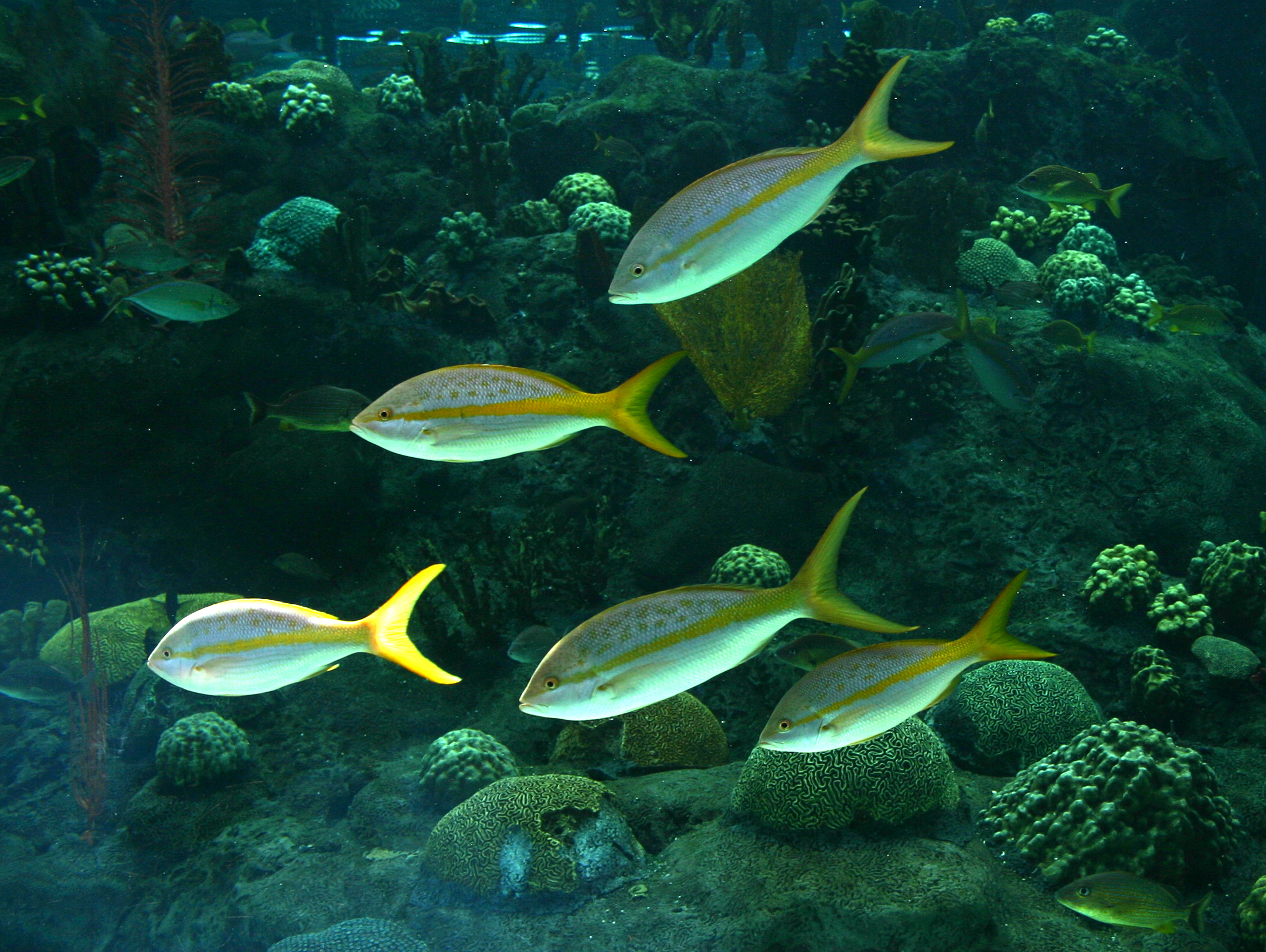
Poissons dans l'aquarium.

Le Florida Aquarium est un aquarium géré par le secteur public et situé à Tampa en Floride aux États-Unis.
L'aquarium, qui a une superficie totale de près de 2 300 m², accueille près de 20 000 plantes aquatiques et animaux originaires de Floride et du monde entier. Des investisseurs privés ouvrent l'aquarium en mars 1995 et en 1999 la ville de Tampa entre dans le partenariat pour aider l'aquarium endetté.
L'aquarium met en scène le parcours de l'eau en Floride entre le moment où elle tombe du ciel jusqu'au moment où elle se jette dans le golfe du Mexique. Il est ainsi possible de voir à travers les épaisses glaces des zones humides, des plages et des barrières de coraux.
Il est possible, sans être plongeur qualifié, de nager avec les requins.
En 2007, l'aquarium a accueilli près de 675 000 visiteurs et a des projets d'extension.